# Івуд
І́вуд (Linurgus olivaceus) — вид горобцеподібних птахів родини в'юркових (Fringillidae). Мешкає в горах Центральної Африки. Це єдиний представник монотипового роду Івуд (Linurgus).

## Опис

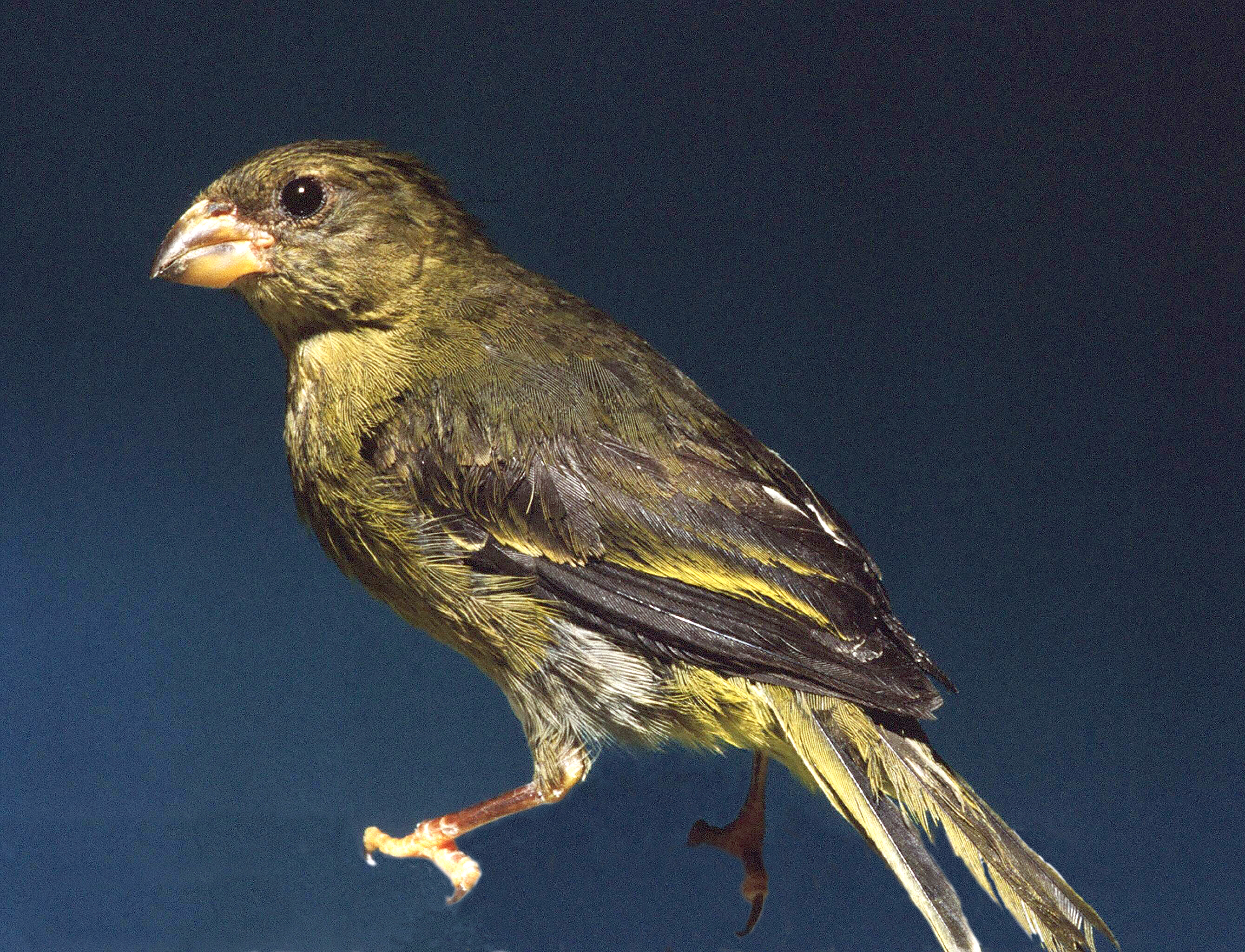
Самиця івуда

Івуди — невеликі, кремезні птахи з округлими головами, міцними, конічної форми дзьобами і відносно довгими крилами. Їх середня довжина становить 12-13 см, вага 18-29,5 г. Івудам притаманний статевий диморфізм. У самців голова, горло, крила і хвіст чорні, стернові пера мають оливково-зелені края. У представників номінативного підвиду чорними є також спина і покривні пера крил. Решта верхньої частини тіла оливково-зелена, нижня частина тіла зеленувато-жовта. Очі темно-карі, дзьоб жовтувато-оранжевий.
У самиць в забарвленні відсутній чорний колір; ті частини тіла, які у самців є чорними, у самиць мають темно-сіро-зелене забарвлення. Лише крила і хвіст є чорнуватими. Решта тіла має оливково-зелене забарвлення, відтінок якого тьмяніший, ніж у самців. Дзьоб має коричнюватий відтінок.

## Таксономія
Івуд був науково описаний британським зоологом Луїсом Фрейзером у 1843 році під біномінальною назвою Coccothraustes olivaceus. У 1850 році німецький орнітолог Людвіг Райхенбах перевів івуда до монотипового роду Linurgus. Раніше івуд вважався сестринським таксоном по відношенню до роду Щиглик (Carduelis), однак подальші молекулярно-генетичні дослідження показали, що він формує кладу з родом Crithagra. 

## Підвиди
Виділяють чотири підвиди:
- L. o. olivaceus (Fraser, 1843) — гори Камерунської лінії, зокрема острів Біоко;
- L. o. prigoginei Schouteden, 1950 — гори Альбертинського рифту;
- L. o. elgonensis Van Someren, 1918 — гори Іматонґ[en], гори Кенії і Уганди;
- L. o. kilimensis (Reichenow & Neumann, 1895) — гори на півночі Малаві та в Танзанії.

## Поширення і екологія
Івуди мешкають в Камеруні, Нігерії, Екваторіальній Гвінеї, Південному Судані, Уганді, Руанді, Бурунді, Кенії, Танзанії, Демократичній Республіці Конго і Малаві. Вони живуть у вологих гірських тропічних лісах та на гірських схилах, порослих травою, чагарниками і деревами. Зустрічаються на висоті від 1700 до 3000 м над рівнем моря.

## Поведінка
Івуди зустрічаються парами або невеликими зграйками. Більшу частину дня вони проводять серед низко розташованих гілок або на землі. Живляться переважно насінням трав, зокрема альбіції, а також пагонами, ягодами і плодами, зокрема плодами фікусів. Іноді, переважно під час сезону розмноження, івуди також ловлять комах та інших безхребетних. Івуди є моногамними. Сезон розмноження триває з листопаду по лютий; в цей період івуди проявляють територіальну поведінку, активно проганяючи птахів, що підлітають близько до гнізда. Гніздо має чашоподібну форму, робиться з рослинних волокон, моху і лишайників, розміщується в чагарниках або на дереві, будується лише самицею. В кладці від 2 до 6 яєць. Насиджує лише самиця, тоді як самець охороняє гніздо і шукає їжу. Інкубаційний період триває приблизно 2 тижні. Батьки піклуються про пташенят протягом 3 тижнів.